# مركز الحوسبة الدولي

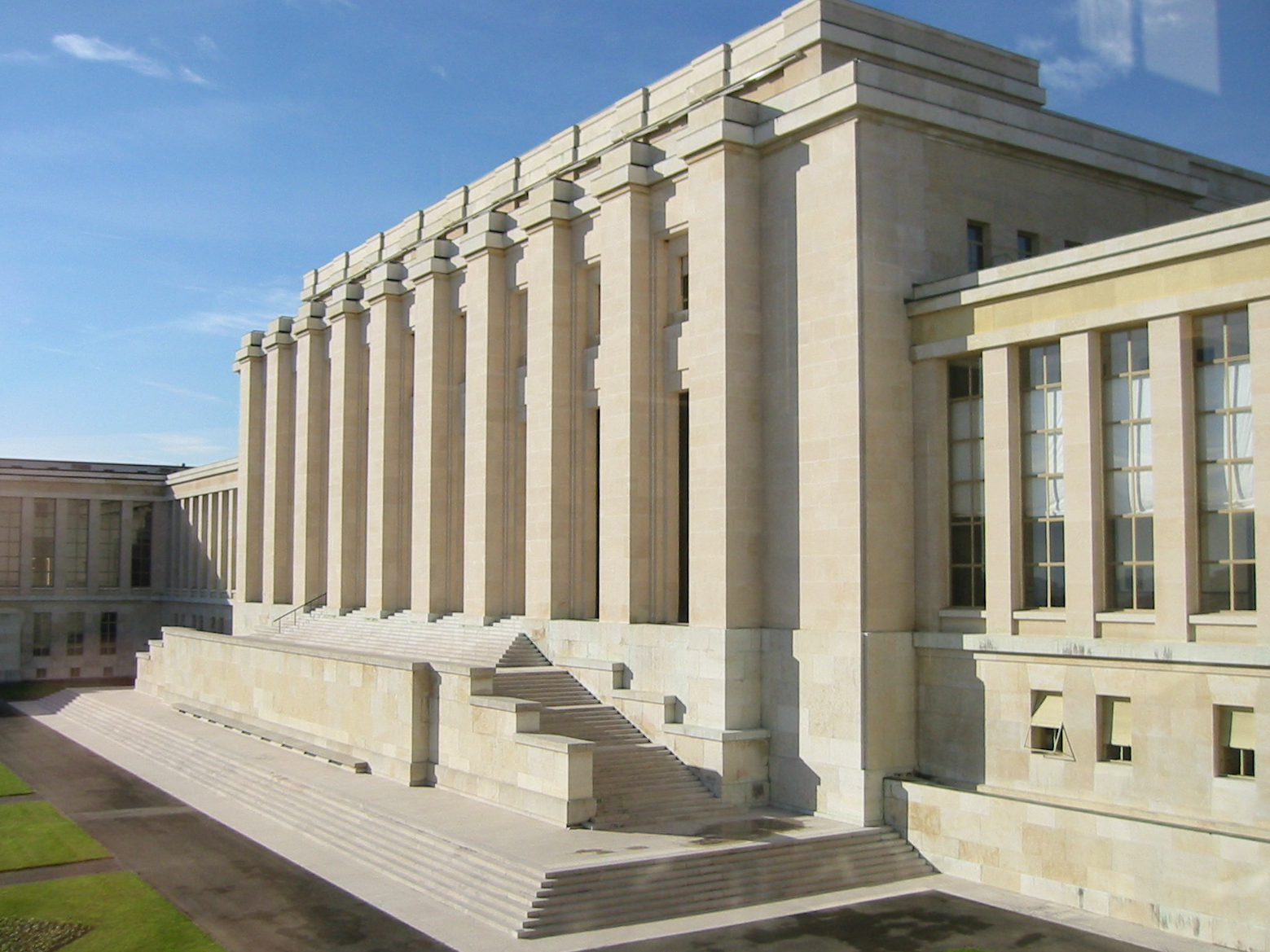

المركز الدولي للحساب (ICC) تأسست في عام 1971، من قبل مذكرة اتفاق بين الأمم المتحدة، وبرنامج الأمم المتحدة الإنمائي برنامج الأمم المتحدة الإنمائي) ومنظمة الصحة العالمية (WHO)، عملا بالقرار 2741 (XXV) للجمعية العامة للأمم المتحدة. أنشئت من أجلها باعتبارها مرفق مشترك بين منظمة، وذلك لتوفير التجهيز الإلكتروني للبيانات الخدمات لأنفسهم وغيرهم من المستخدمين.
في البداية، تعمل المحكمة الجنائية الدولية باعتباره ديوان الخدمة توفير الخدمات المركزية لعدد محدود من المستخدمين. على مر السنين، وسعت المحكمة الجنائية الدولية نطاق الخدمات لتشمل استضافة مواقع الإنترنت، التخزين المدارة والخدمات الأخرى.
المحكمة الجنائية الدولية لديها الآن أكثر من 200 موظف وتوسعت لتشمل 25 المنظمات المشاركة.
مقر المركز الدولي للحساب في جنيف، سويسرا مع مكاتب أخرى في مدينة نيويورك، الولايات المتحدة الأمريكية، برينديزي، إيطاليا وفالنسيا، إسبانيا.